# Elvira Urquijo
Elvira Urquijo Álamo, (Las Palmas de Gran Canaria, 1967) o Elvira Urquijo A. es una periodista española. En 1993 se convirtió en la primera mujer fotoperiodista de la Agencia EFE.

## Trayectoria
Nació en Las Palmas de Gran Canaria y desde que pequeña vivió el mundo de la fotografía. Su padre Félix Urquijo, fue fotógrafo del periódico El Eco de Canarias y la Agencia EFE y fue su primer maestro.
Realizó estudios de Periodismo en la Facultad de Ciencias de la Información de la Universidad del País Vasco y en 1985 empezó las prácticas en la  Agencia EFE. Trabajó posteriormente en la agencia como redactora durante varios años hasta que en 1993 se pasó a la fotografía convirtiéndose en la primera fotógrafa de la Agencia EFE y unas de las primeras mujeres de la profesión de las Islas Canarias.

### Humanizar la mirada sobre la inmigración
Trabajar en las Islas Canarias ha marcado su trayectoria profesional. Las islas están situadas en una frecuente ruta de inmigración aunque es la más peligrosa para llegar a Europa. Entre los propósitos de Urquijo ante la cámara, señala, está el "mostrar la realidad incontestable y contrarrestar la xenofobia". La fotografía de un polizón tomada en 1997 tras unos barrotes en un barco "la marcaron para siempre", explica haciendo balance de más de 30 años de profesión. "He hecho fotos llorando porque la realidad me traspasaba la cámara". Entre sus trabajos destacados sus primera fotos en el Centro de Acogida Temporal de Extranjeros de Barranco Seco, migrantes sentados en el suelo bordeados con vallas... "Parecía Guantánamo".  Con frecuencia también debe enfrentarse a realizar fotografías de la llegada de cadáveres. Algunas veces las fotografías de los rostros son determinantes para que las familias puedan identificar a sus seres queridos y saber si están vivos o muertos.